# Melchior
Melchior är ett personnamn, t.ex. namnet på en av de Tre vise männen i den bibliska historien. Den svenska varianten av namnet är Melker.

## Namnbetydelse
Melchior malchi-'or (Hebreiska) av melech Kung + or ljus - det vill säga "Ljusets konung" 

## Personer med förnamnet Melchior
- Mel Ferrer (född Melchior Gastón Ferrer), amerikansk skådespelare och regissör
- Melchior Franck (1580–1639), tysk tonsättare
- Friedrich Melchior von Grimm, fransk författare och diplomat
- Melchior d'Hondecoeter (1636–1695), nederländsk konstnär

## Personer med efternamnet Melchior
- Lauritz Melchior (1890–1973), dansk operasångare
- Michael Melchior (1954–), danskfödd medlem av Knesset
- Nathan Gerson Melchior, dansk oftalmolog
- Sigrid Melchior (1981–), svensk frilansjournalist i Bryssel